# XIV Korpus Wielkiej Armii

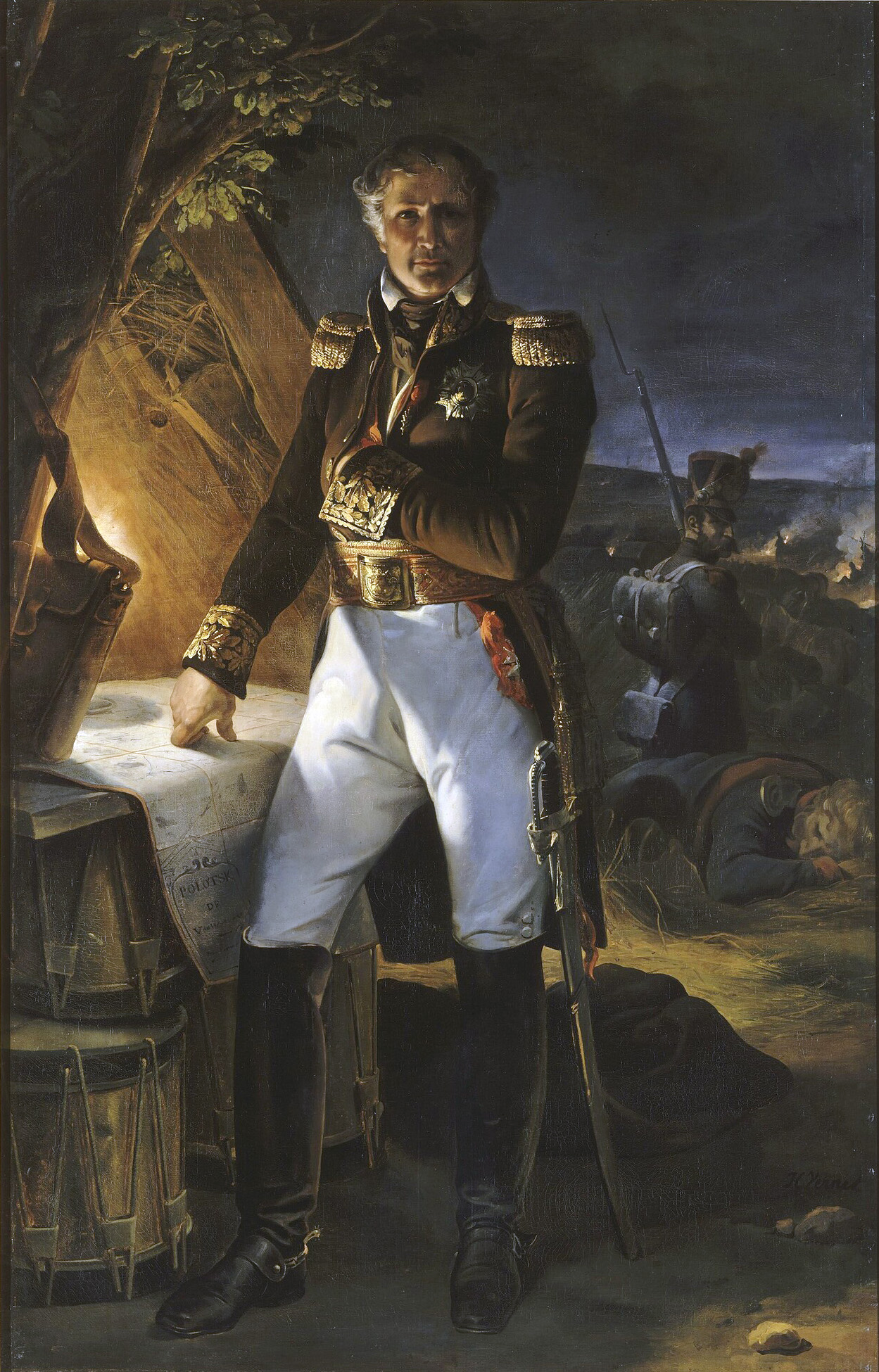
Laurent de Gouvion Saint-Cyr, dowódca XIV Korpusu Wielkiej Armii w 1813

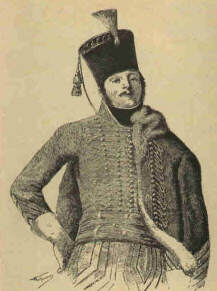
Claude Pierre Pajol, dowódca 2 Dywizji Lekkiej Kawalerii XIV Korpusu WA, 1813

XIV Korpus Wielkiej Armii – jeden z korpusów Wielkiej Armii I Cesarstwa Francuskiego.
Wraz z I Korpusem gen. Dominique'a Vandamme'a wziął udział w obronie Drezna w sierpniu 1813. Pozostałe korpusy zmierzały w tym czasie na bitwę pod Lipskiem, zwaną później "Bitwą Narodów".

## Skład w sierpniu 1813
Kwatera główna XIV Korpusu mieściła się w Dreźnie.
- dowódca - marszałek Laurent de Gouvion Saint-Cyr (1764–1830)
- 42 Dywizja - gen. dyw. Regis Barthelemy Mouton-Duvernet (1770–1816)
- 43 Dywizja - gen. dyw. Michel Marie Claparède (1770–1842)
- 44 Dywizja - gen. dyw. Pierre de Barthezene
- 45 Dywizja - gen. dyw. Jean Nicolas Razout (1772–1820)
- 2 Dywizja Lekkiej Kawalerii - gen. dyw. Claude Pierre Pajol (1772–1844)